# SysV init
SysV init, a vegades anomenat SysVinit, SysV o init, és un sistema d'inicialització de processos per a sistemes operatius Unix-like. Essent una millora respecte dels sistemes d'inicialització anteriors, proporcionant un mètode estandarditzat per a iniciar, aturar i controlar els processos del sistema en un ordre predefinit de manera simple. Malgrat que encara és emprat, Systemd és considerat com el seu successor pel seu ús en la majoria de les distribucions Linux.

## Història
SysV init fou introduït als anys vuitanta, va ser desenvolupat per als sistemes operatius Unix d'AT&T. L'abril de 1992 la versió 1.0 per a Minix fou publicada i el desembre del mateix any amb el codi reescrit per Miquel van Smoorenburg va aparèixer la versióa 2.0. Softlanding Linux System fou la primera distribució Linux en portar SysV init, Smoorenburg va supervisar SysV init durant 12 anys. Malgrat que el 2004 SysV init fou discontinuat, posteriorment diferents desenvolupadors en feren correccions. Amb el pas del temps, la manca de característiques avançades com el seguiment de dependències i la inicialització paral·lela, comportaven uns temps d'inici més lents i una gestió de recursos menys eficient que sistemes més moderns.